# Mandarivirus
Genre
Espèces de rang inférieur
- espèce-type : Shallot virus X

Mandarivirus est un genre de virus de la famille des Alphaflexiviridae, qui  comprend 2 espèces officiellement décrites, dont l'ICRSV (Indian citrus ringspot virus) qui est l'espèce-type, et 1 espèce proposée. Ce sont des virus à ARN simple brin à polarité positive, rattachés au groupe IV de la classification Baltimore. 
Ils infectent des plantes du genre Citrus (phytovirus). 
Ces virus sont transmissibles par greffage, aucun vecteur biologique n'est connu.
Les virions, en forme de bâtonnets filamenteux et flexueux, sont relativement courts, d'une longueur d'environ 650 nm.

## Liste des  espèces
Selon NCBI (22 janvier 2021) :
- Citrus yellow vein clearing virus (CYVCV)
- Indian citrus ringspot virus (ICRSV)
- non-classés
  - Citrus yellow mottle virus